# Blennie paon
Espèce
Statut de conservation UICN

 LC  : Préoccupation mineure
La Blennie paon (Salaria pavo) est une espèce de poissons de la famille des Blenniidae qui se rencontre dans l'Atlantique Est, des côtes françaises jusqu'à celles du Maroc mais également en Méditerranée, en mer Noire et dans le canal de Suez.

## Description
La Blennie paon mesure jusqu'à 13 cm.

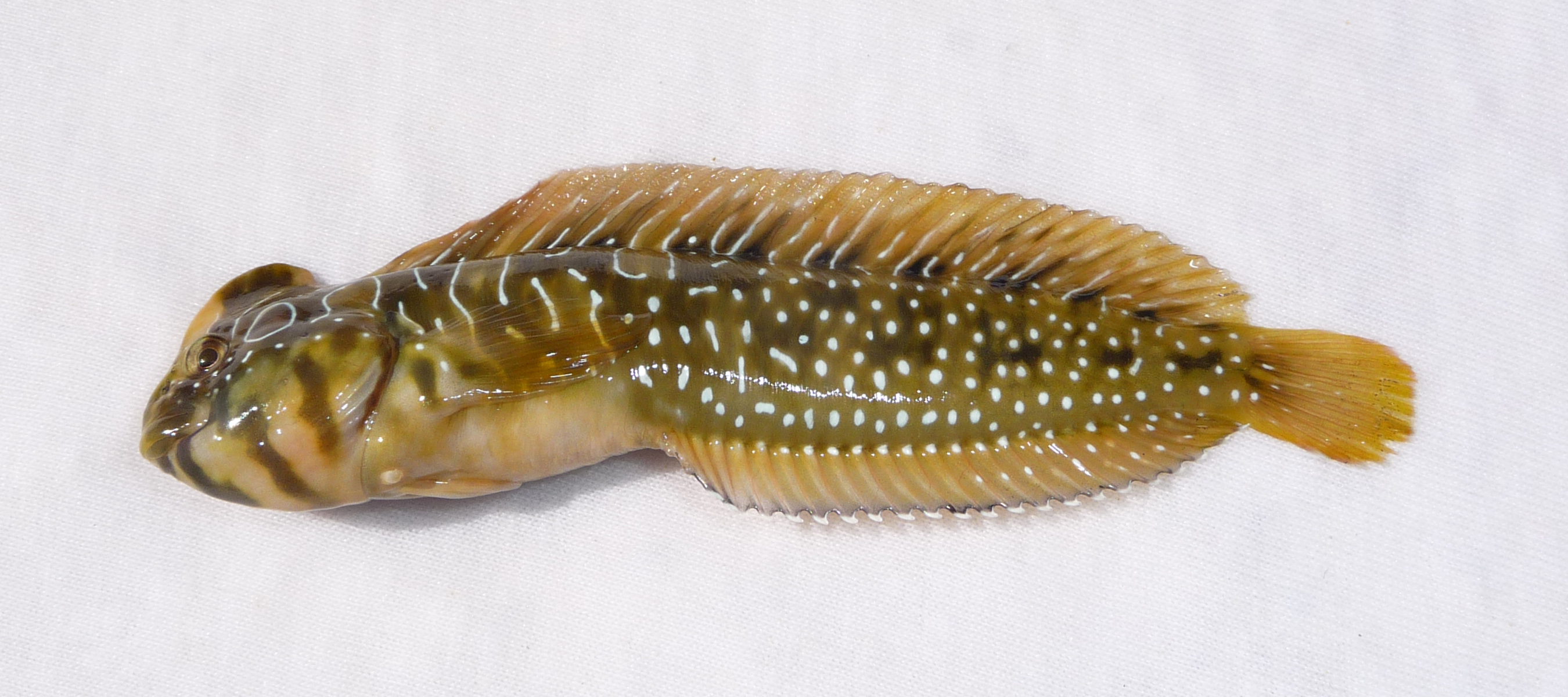
Le mâle
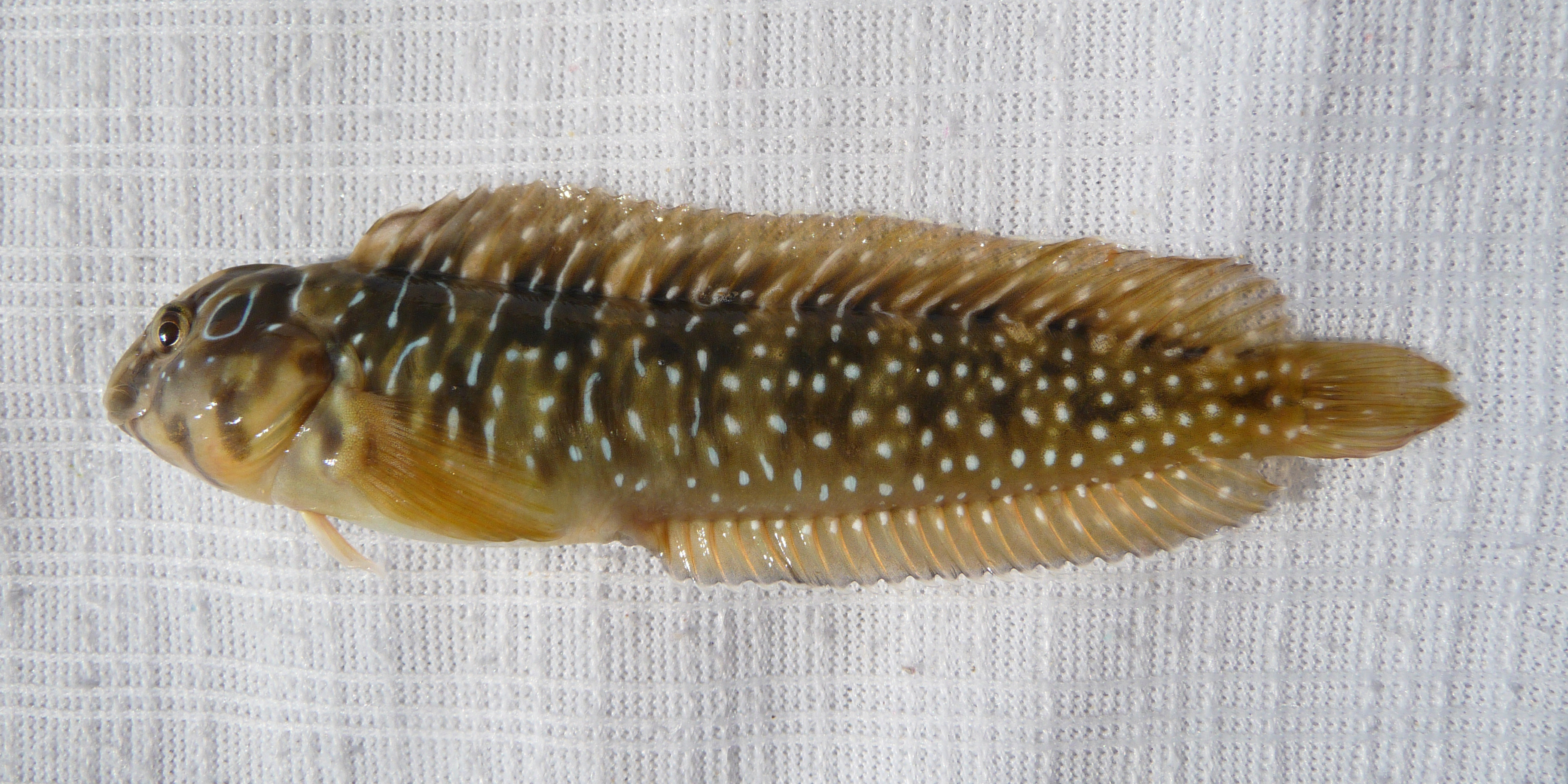
La femelle